# Auri Dias Faustino
Auri Dias Faustino (Nova Aurora, 17 de novembro de 1973) é um ex-futebolista brasileiro que atuava como zagueiro.

## Carreira
Chegou ao futebol português em 1997 para actuar no Vitória de Guimarães, tendo representado vários clubes dos principais escalões do campeonato português. Foi no Vitória de Setúbal onde passou mais épocas. Em julho de 2009 foi anunciada a sua contratação pelo Sporting Clube da Covilhã.

## Títulos
Vitória de Setúbal
- Taça de Portugal: 2004–05[2]
- Taça da Liga: 1 2007–08[3]